# Béatrice Commengé
Béatrice Commengé est une romancière et traductrice française née à Alger en 1949.

## Biographie
Après un doctorat sur Virginia Woolf, elle se lance dans une maîtrise de Danse qui se conclura par la publication de son essai : La Danse de Nietzsche.
Son premier roman, La Nuit est en avance d'un jour, est publié en 1985 aux Éditions Orban. Elle a traduit l’intégralité du journal non expurgé d'Anaïs Nin.
Grande voyageuse, elle a contribué à de nombreuses revues littéraires comme L'Infini, Les moments littéraires, Les Cahiers de l'Herne, L'Atelier du Roman, à la Revue des ressources sur internet ou au magazine Grands Reportages.
Béatrice Commengé a obtenu en 2001 le prix François-Victor-Noury pour l'ensemble de ses travaux, le prix Cazes en 2004 pour son livre Et il ne pleut jamais, naturellement qui fut également sélectionné pour les prix Femina et Wepler. En 2021, elle obtient le prix « Frontières » Léonora Miano pour son livre Alger, rue des Bananiers et le prix littéraire Jacques-Audiberti décerné par la ville d'Antibes pour l'ensemble de son œuvre.

## Œuvres
- La Nuit est en avance d'un jour, Orban, 1985
- La Danse de Nietzsche, Gallimard, 1988

- prix Max-Barthou de l’Académie française
- Le Ciel du voyageur, Gallimard, 1989
- Henry Miller, ange, clown, voyou, Plon, 1991
- Alexandrines, La Table Ronde, 1995
- L'Homme immobile, Gallimard, 1998
- Et il ne pleut jamais, naturellement, Gallimard, 2003

- prix Cazes
- En face du jardin - Six jours dans la vie de Rainer Maria Rilke, Flammarion, 2007
- Voyager vers des noms magnifiques, éditions Finitude, 2009
- L'Occasion fugitive, Léo Scheer, 2011
- Flâneries anachroniques, éditions Finitude, 2012
- Le Paris de Modiano, éditions Alexandrines, 2015
- Une vie de paysages, éditions Verdier, 2016
- Alger, rue des Bananiers, éditions Verdier, 2020
- Ne jamais arriver, éditions Verdier, 2024